# 墨脱近溪蟹
墨脱近溪蟹（学名：Potamiscus motuoense）为溪蟹科近溪蟹属的动物。在中国大陆，分布于西藏等地，多栖息于藏南谷地河谷平原区的溪流中，生存海拔3000米左右，气候温和湿润。